# کسی آن بالا مرا دوست دارد
کسی آن بالا مرا دوست دارد (به انگلیسی: Somebody Up There Likes Me) فیلمی است آمریکایی به کارگردانی رابرت وایز
و با بازی پل نیومن، پیر آنجلی و اورت اسلوآن که در سال ۱۹۵۶ ساخته شده‌است.

## خلاصه داستان
«راکی»، پسر پدری بوکسور است که به‌دلیل اعتیاد به الکل هیچ‌گاه به جایی نرسیده‌است. در کودکی به‌خاطر ارتکاب جرمی کوچک به دارالتأدیب می‌افتد و در جوانی در خدمت نظام دچار مشکلاتی شده و زندانی می‌شود. با این همه، پس از آزادی، استعدادهای خود را در بوکس پرورش می‌دهد و زیر نظر «اروینگ کوئن» (اسلوان)، با نام «راکی گراتسیانو» (نیومن)، به مقام قهرمانی می‌رسد.

## توضیحات
نقش راکی گرازیانو در ابتدا قرار بود توسط جیمز دین بازی شود اما او پیش از فیلمبرداری فوت کرد. همچنین قرار بود بازیگر استرالیایی راد تیلور این نقش را ایفا کند ولی در نهایت پل نیومن برای بازی در این نقش جایگزین شد.